# Акбуре
Акбуре́ (тат. Ак Бүре) — село в Новошешминском районе Республики Татарстан. Является административным центром Акбуринского сельского поселения. Население в 2022 году — 424 человека. Название села образовано от татарских слов «ак» (белый) и «бүре» (волк).

## Этимология
Топоним произошёл от татарского слова «ак» (белый) и зоонима на татарском языке «бүре» (волк).

## География
Село находится в 20 километрах к югу от села Новошешминска.

## История
В «Списке населенных мест по сведениям 1859 года», изданном в 1866 году, населённый пункт упомянут как казённая деревня Татарская Волчья 2-го стана Чистопольского уезда Казанской губернии. Располагалась при безымянной речке, по правую сторону торгового тракта из Чистополя в Бугуруслан, в 72 верстах от уездного города Чистополя и в 57 верстах от становой квартиры в казённом пригороде Билярске (Буляре). В деревне в 38 дворах жили 221 человек (113 мужчин и 108 женщины). Была мечеть.
По данным на 1870 год в селе числилось из 215 человек 10 человек чуваш-язычников.

## Население
| 1859 | 1897 | 1908 | 1926 | 1949 | 1958 | 1970 | 1979 | 1989 | 2000 | 2022 |
| ---- | ---- | ---- | ---- | ---- | ---- | ---- | ---- | ---- | ---- | ---- |
| 221  | 587  | 783  | 639  | 774  | 862  | 1236 | 1028 | 691  | 616  | 424  |

## Экономика
Полеводство, молочное скотоводство.

## Инфраструктура
Средняя школа, дом культуры, фельдшерско-акушерский пункт, детский сад, библиотека, отделение почтовой связи, магазин «Пункт комплексного обслуживания населения» и частный магазин.
В декабре 2015 года был открыт музей «Наследие поколений» — филиал «Краеведческого музея Новошешминского муниципального района РТ».

## Религия
Мечеть «Нургаяз», мечеть «Махмут».